# Flughafen Sabetta

i7
i11
i13
Der Flughafen Sabetta (russisch Международный аэропорт Сабетта Meschdunarodny aeroport Sabetta, IATA-Code: SBT, ICAO-Code: USDA) ist ein russischer Flughafen nahe der Siedlung Sabetta. Er befindet sich im Eigentum der Projektgesellschaft Yamal LNG, die mehrheitlich dem russischen Gaskonzern Nowatek gehört und eine Gasverflüssigungsanlage nahe der Siedlung baut, und wird von einer 100-prozentigen Tochtergesellschaft betrieben. Neben dem Hafen Sabetta ist der Flughafen das wichtigste Verkehrsobjekt der Siedlung, um die in Schichten arbeitenden Arbeitskräfte ein- und auszufliegen.

## Geschichte

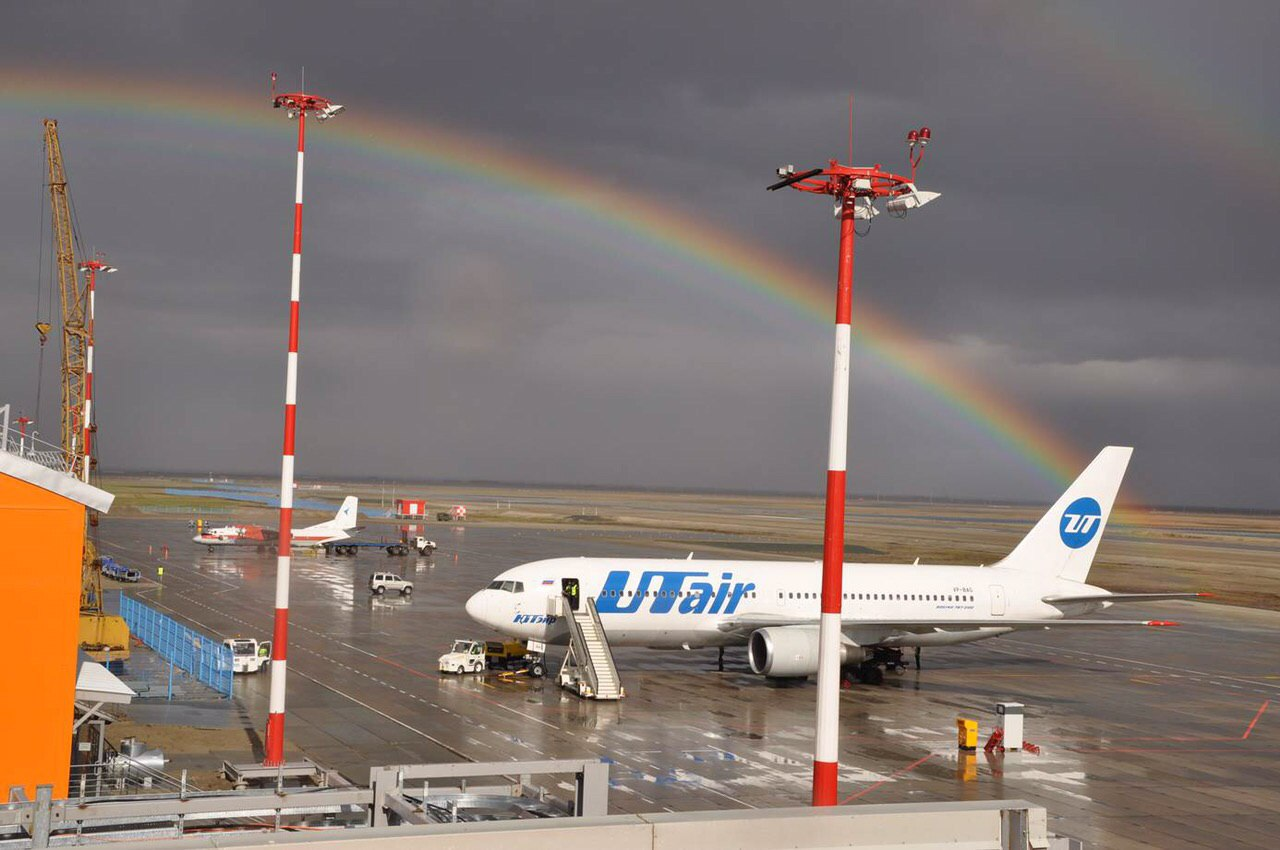
Boeing 767-200ER vor dem Terminalgebäude 2018

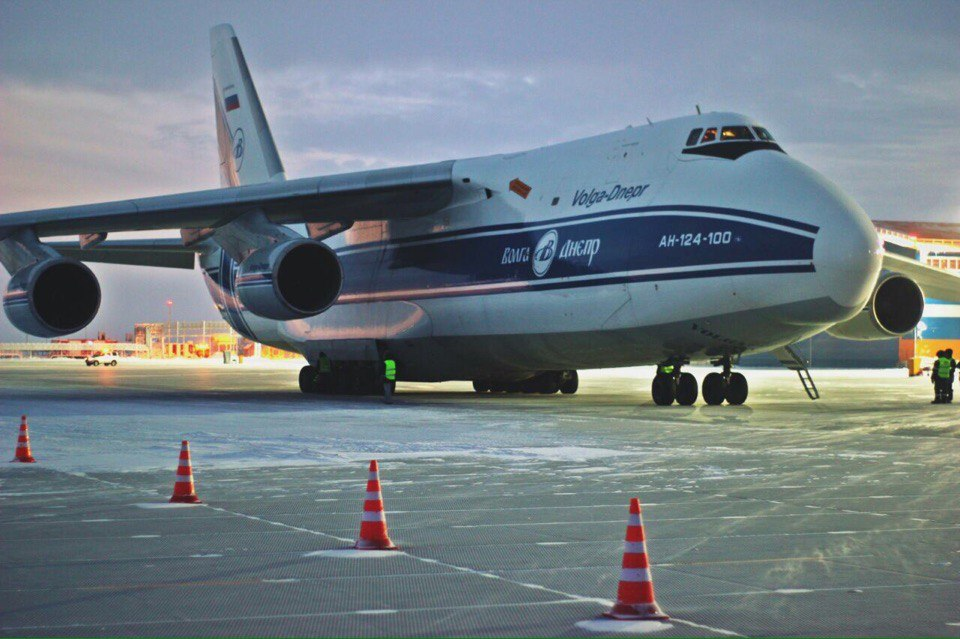
Transportflugzeug Antonow An-124 auf dem Flughafen Sabetta 2017

Der Bau des Flughafens dauerte nur etwa 3 Jahre. Ende Februar 2013 kaufte die Firma Nowatek die Flughafenbaustelle. Das erste Flugzeug landete im Rahmen eines Testfluges am 4. Dezember 2014 in Sabetta. Es war eine Boeing 737-500 mit dem Kennzeichen VQ-BAC der russischen Fluggesellschaft UTair. Im Anschluss an diese Erprobung erhielt der Flughafen die Zulassung durch die russische Luftfahrtagentur. Den ersten Charterflug für Passagiere führte eine Maschine der Yamal Airlines am 2. Februar 2015 aus. Die Boeing 737 beförderte insgesamt 138 Menschen von Nowy Urengoi in die Siedlung. Am 9. März 2016 landete auf dem Flughafen die erste Passagiermaschine aus dem Ausland. Sie brachte 4 Passagiere aus Peking und flog weiter nach Moskau. Am 22. Januar 2017 landete das bisher größte Flugzeug, eine Antonow An-124 der Volga-Dnepr Airlines auf dem Flughafen. Die Transportmaschine brachte Komponenten für die Gasverflüssigungsanlage mit einem Gesamtgewicht von knapp 67,7 t aus China nach Sabetta.

## Terminalgebäude
Das einzige Terminalgebäude hat zwei Stockwerke mit einem integrierten vierstöckigen Tower. Es ist 36 m breit und 78,5 m lang und hat 5500 m². Das Terminalgebäude verfügt über keine Fluggastbrücken, so dass Passagiere die Flugzeuge direkt über das Rollfeld über Treppen besteigen müssen. Im Terminal können pro Stunde 200 Passagiere für nationale und 50 für internationale Flügen abgefertigt werden. Eine Flughafenfeuerwehr und ein kleiner Hangar befinden sich in unmittelbarer Nähe des Terminalgebäudes. Es existieren Flächen zur Flugzeugenteisung.

## Hubschrauberlandeplatz
Bis die ersten Flugzeuge auf dem Flughafen landeten, war es nur mit Hubschraubern möglich, den Flughafen schnell zu erreichen. Durch den Einsatz von Flugzeugen konnten die Kosten für die Beförderung von Arbeitern auf ein Fünftel gesenkt werden. Dennoch verfügt der Flughafen weiterhin über einen beleuchteten Landeplatz für Hubschrauber. Er ist 40 m × 42 m groß. Auf ihm kann vor allem Luftfracht auch in Form von Außenlast entgegengenommen werden.

## Sicherheit
Der Flughafen ist mit einem einfachen Instrumentenlandesystem der Kategorie I ausgestattet, welches Landungen bei größeren Sichtweiten erlaubt. Ein satellitenbasiertes Ergänzungssystem, Drehfunkfeuer und Entfernungsmessausstattung sind vorhanden. Die Landebahn verfügt über Befeuerung mit PAPI. Die besonders rauen klimatischen Bedingungen haben Auswirkungen auf den Flugverkehr. Neben den zum Teil extrem niedrigen Temperaturen von unter −50 °C ist der starke Wind für den Flughafen charakteristisch. Die direkte Meernähe und die karge flache Landschaft begünstigen den Wind. Aufgrund der extremen Nordlage herrscht etwa zwei Monate im Jahr Polarnacht. Nebel und Schneestürme beeinträchtigen die Sicht zusätzlich. Seit dem 24. Oktober 2016 ist alle sicherheitsrelevante Technik installiert, um die Start- und Landebahn in zwei Richtungen nutzen zu können. Zuvor war es nur möglich, aus südwestlicher Richtung zu landen.
Bisher sind keine größeren Zwischenfälle auf dem Flughafen Sabetta bekannt. Am 16. Februar 2014 gab es den bisher einzigen Unfall: Ein Hubschrauber vom Typ Mil Mi-8T hob vom Flugfeld ab und wurde durch starken Wind gedreht, so dass er mit dem Heckrotor an eine mobile Dampfanlage geriet. Bei dem Unfall kamen keine Menschen zu Schaden. Im Jahre 2015 berichteten Piloten der Yamal Airlines von Unregelmäßigkeiten bei der Flugverkehrskontrolle auf dem Flughafen. Ganz besonders die unkoordinierten Flugbewegungen der Hubschrauber wurden von den Flugzeugpiloten gerügt.

## Passagierzahlen
| Jahr       | 2015    | 2016    | 2017    |
| ---------- | ------- | ------- | ------- |
| Passagiere | 127.657 | 239.744 | 369.819 |